# Jurij Kapkan

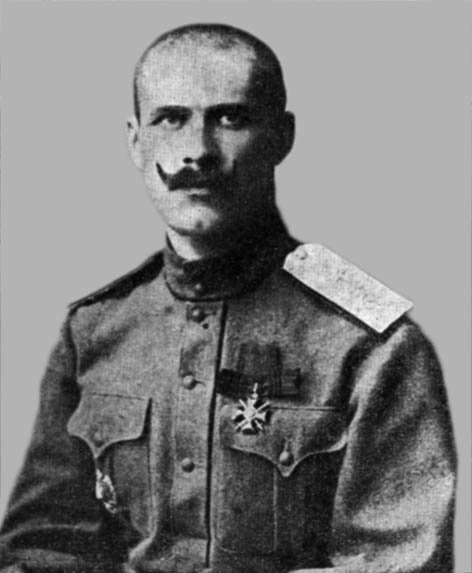
Jurij Kapkan (1917)

Jurij Jewhenowytsch Kapkan (ukrainisch Юрій Євгенович Капкан, * 6. April 1883; † nach 1919) war ein ukrainischer Offizier.

## Biografie
Er schloss die Infanterie-Kadettenschule in Tschuhujiw ab, diente im 193. Swijaschski-Regiment in Wjatka (heutige Oblast Kostroma) und war ein Oberstleutnant der Kaiserlich Russischen Armee. Im Ersten Weltkrieg unterrichtete er an einer Offiziersschule und war der Autor eines Feldhandbuchs für Maschinengewehre.
Nach der Februarrevolution 1917 wurde er Delegierter des 1. Allukrainischen Militärkongresses. Im Juni 1917 wurde er zum Kommandeur des 1. Ukrainischen Kosakenregiments B. Chmelnyzkyj ernannt. Auf dem 3. Allukrainischen Militärkongress wurde er zum Kommandeur des aus den Kongressteilnehmern gebildeten Revolutionären Verteidigungsregiments gewählt. Im Dezember wurde er zum Oberst der Armee der Ukrainischen Volksrepublik (UNR). Er befehligte die Truppen der UNR im Kampf gegen die Bolschewiki.
Von April bis Juni 1918 war er der Provinzkommandant des Gouvernements Taurien. Im Juni wurde er von den Behörden des Ukrainischen Staates verhaftet. Am Vorabend des Aufstandes gegen Pawlo Skoropadskyj wurde er freigelassen. Bis 1919 war er Infanterieinspektor der UNR-Armee. Er verschwand in der Nähe von Poltawa.